# Roger Infalt

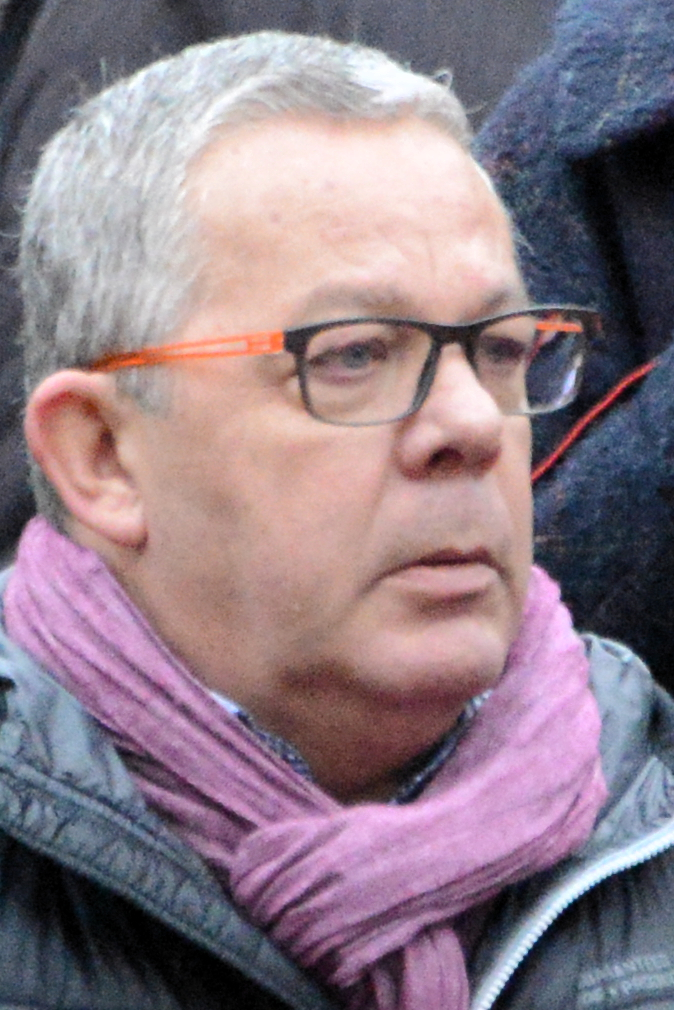
Roger Infalt 2015 an einer Charlie Hebdo-Solidaritätskundgebung

Roger Infalt (* 1957 in Ettelbrück) ist ein luxemburgischer Journalist.
Infalt schreibt unter anderem für die Luxemburger Tageszeitungen Tageblatt und Le Quotidien. Von 2003 bis 2006 war Infalt Präsident der Association luxembourgeoise des journalistes. Seit 2014 ist er zum zweiten Mal Präsident des Luxemburger Presserates. Er schreibt auf Deutsch, Französisch und Luxemburgisch.